# Vale de Telhas
Vale de Telhas is een plaats (freguesia) in de Portugese gemeente Mirandela en telt 364 inwoners (2001).